# Iwanowka (Kirgisistan)
Iwanowka (kirgisisch und russisch Ивановка) ist ein Dorf im kirgisischen Oblus Tschüi mit 16.052 Einwohnern (Volkszählung 2009).
Das im Rajon Yssyk-Ata gelegene Dorf befindet sich etwa 40 Kilometer östlich der Hauptstadt Bischkek. Seine Höhe über dem Meeresspiegel beträgt 731 m. Durch Iwanowka führt die Nationalstraße 365 von Bischkek und Kant nach Tokmok. Der nächstgelegene Flugplatz befindet sich 15 Kilometer westlich in Kant.
Von 1968 bis 1993 hatte Iwanowka den Status einer Siedlung städtischen Typs.
Der Ort liegt an der Bahnstrecke Bischkek–Balyktschy.

## Söhne und Töchter von Iwanowka
- Marija Pinigina (* 1958), ukrainische Sprinterin und Olympiasiegerin